# 545 Messalina
545 Messalina este un asteroid din centura principală, descoperit pe 3 octombrie 1904, de Paul Götz.